# Ditaxis salina
Ditaxis salina är en törelväxtart som beskrevs av Ferdinand Albin Pax och Käthe Hoffmann. Ditaxis salina ingår i släktet Ditaxis och familjen törelväxter. Inga underarter finns listade i Catalogue of Life.